# Pelegrina montana
Pelegrina montana là một loài nhện trong họ Salticidae.
Loài này thuộc chi Pelegrina. Pelegrina montana được James Henry Emerton miêu tả năm 1891.